# Lineth Chepkurui
Lineth Chepkurui (* 23. Februar 1988 in Bomet) ist eine kenianische Langstreckenläuferin. Sie hat an verschiedenen internationalen Wettkämpfen teilgenommen und ist bekannt für ihre Leistungen auf Strecken wie 10.000 Meter und bei Straßenläufen. Chepkurui hat mehrere bedeutende Rennen gewonnen und gehört zu den erfolgreichen Langstreckenläuferinnen Kenias.

## Leben
Mit dem Laufsport begann sie in der Bukacha Primary School. Nachdem sie 2004 die Kirimwok Secondary School absolviert hatte, zog sie nach Iten, wo sie ihr Training fortsetzte.
2005 siegte sie beim Halbmarathon-Bewerb des Nairobi-Marathons. Aufgrund dieses Erfolgs wurden ihr Starts bei internationalen Rennen vermittelt, von denen sie gleich das erste, den einen Monat später stattfindenden Halbmarathon des Dallas White Rock Marathons, gewann. 
2006 folgten Siege beim Philadelphia-Halbmarathon und beim Delhi-Halbmarathon. 2007 wurde sie von der kenianischen Luftwaffe rekrutiert. Nach ihrer Grundausbildung gewann sie nicht nur erneut den Halbmarathon in Nairobi, sondern auch den Lagos-Halbmarathon. 2008 wurde sie Sechste beim World’s Best 10K und Zwölfte bei den Crosslauf-Weltmeisterschaften. Danach pausierte sie, um eine Verletzung auszukurieren.
Bei den Crosslauf-Weltmeisterschaften 2009 in Amman wurde sie Vierte und gewann mit der kenianischen Mannschaft Gold.
2010 wurde sie bei den Crosslauf-Weltmeisterschaften in Bydgoszcz Fünfte und gewann erneut Team-Gold. Im Sommer stellte sie beim Beach to Beacon 10K mit 31:00 min einen Streckenrekord auf.
Lineth Chepkurui ist 1,57 m und wiegt 43 kg. Sie wird von KIMbia Athletics betreut und von Dieter Hogen und Godfrey Kiprotich trainiert.

## Persönliche Bestzeiten
- 10.000 m: 31:31,92 min, 11. Juli 2009, Birmingham
- 10-km-Straßenlauf: 30:45 min, 3. April 2010, New Orleans
- Halbmarathon: 1:10:09 h, 17. September 2006, Philadelphia